# Rabenwald
Rabenwald là một đô thị thuộc huyện Hartberg thuộc bang Steiermark, nước Áo. Đô thị Rabenwald có diện tích 16,91 km², dân số thời điểm cuối năm 2005 là 652 người.